# Aeroporto de Luziânia
O Aeroporto Brigadeiro Araripe Macedo ( ICAO: SWUZ) está localizado no município de Luziânia, no estado de Goiás. 
Suas coordenadas são as seguintes: 16°15'42.00"S de latitude e 47°58'07.00"W de longitude. Possui uma pista de 1200m de asfalto.